# Телифоны
Телифо́ны (лат. Thelyphonida) — отряд тропических и субтропических паукообразных (Arachnida). Насчитывают свыше 100 современных видов, распространённых почти исключительно в Индо-Тихоокеанской области и Новом Свете. В ископаемом состоянии известны с карбона. Медлительные членистоногие с характерным обликом, который им придают мощно развитые педипальпы и длинный хвостовой жгут, отдалённо напоминающий метасому скорпионов. Могут достигать размера 8 см.
Хотя телифоны неядовиты, при опасности они могут выбрасывать в воздух летучие выделения анальных желёз, содержащие концентрированную уксусную кислоту (свыше 80 %) и способные вызвать у человека сильное раздражение слизистых оболочек, особенно при попадании в глаза. С этим связано общеупотребительное название американских телифонов в испанском и английском языках — vinagrón, vinegaroon (от исп. vinagre — «уксус»).
Наряду с названием Thelyphonida довольно широко распространено ещё одно латинское название этой группы — Uropygi, однако из-за близости телифонов к отряду шизомид эти две группы нередко рассматривают в ранге подотрядов в составе отряда Uropygi. Второй вариант использования названия противоречит текущим рекомендациям Международного арахнологического общества.

## Этимология
Название Thelyphonida образовано от названия рода Thelyphonus, которое впервые использовал французский зоолог Пьер Латрей в 3-м томе книги «Общая и частная естественная история ракообразных и насекомых» (фр. Histoire naturelle générale et particulière des Crustacés et des Insectes). В 1804 году в 7-м томе той же книги Латрей уточнил, что название означает «тот, кто убивает» (фр. qui tue):131. Это объясняет лишь второй корень слова: др.-греч. φόνος — «убийство». Первый корень (др.-греч. θῆλυς — «женщина», «женский») Латрей не прокомментировал.
Название Uropygi связано с наличием бичевидного хвостового придатка и означает «хвост на заду» (др.-греч. οὐροπύγιον, от слов οὐρά — «хвост» и πυγή — «зад»). Название Holopeltida отражает наличие единого спинного щитка головогруди — пельтидия: этот признак отличает телифонов от близкородственного отряда шизомид (одно из их названий — Schizopeltida), у которых два задних сегмента головогруди обладают собственными тергитами.

## Ареал и биогеография
Телифоны распространены почти исключительно в Индо-Тихоокеанской области (от Восточного Китая и юга Японии до Индии, Индонезии и Новой Гвинеи) и в Новом Свете (от юга США до Бразилии). Эндемик Западной Африки Etienneus africanus, возможно, является гондванским реликтом либо интродуцированным видом. По-видимому, отряд дивергировал от других паукообразных в каменноугольном периоде. Десять ископаемых видов описаны из отложений каменноугольного периода Европы и США и мелового периода Бразилии и Мьянмы (бирманский янтарь).
Существует только одно описание телифонов с территории России — вид Typopeltis amurensis известен по двум экземплярам, найденным в XIX веке в Уссурийском крае. Несмотря на интенсивные исследования, в указанном районе телифонов не находили уже более века, поэтому существование популяции и вида в целом подвергается сомнению.

## Строение
Взрослые особи разных видов достигают длины от 2,5 до 8 см, окрашены в тёмные тона. Тело подразделено на два отдела — просому (головогрудь) и опистосому (брюшко). Головогрудь сочленяется с брюшком через сильно редуцированный I сегмент брюшка (преобразован в «стебелёк»), за которым следуют остальные II—IX сегменты переднебрюшия и X—XII сегменты заднебрюшия. Такое членение брюшка не соответствует исходному плану строения брюшка хелицеровых, подразумевающему деление на мезосому (I—VII сегменты) и метасому (VIII—XII сегменты). От последнего сегмента заднебрюшия у телифонов отходит длинный членистый хвостовой жгут (флагеллюм), служащий в качестве органа осязания.
Головогрудь со спинной стороны покрыта единым жёстким хитиновым щитком (карапаксом, или пельтидием), на передней части которого расположены одна пара медианных и 3—5 пар боковых глаз. С вентральной стороны головогруди между тазиками ног имеются три выраженных стернита (крупные передний и задний, миниатюрный средний). Хелицеры короткие, двучлениковые, плохо видны за основаниями длинных, мощных педипальп. Хелицеры имеют форму истинных клешней: когтевидный второй членик противопоставлен выросту на первом членике. Педипальпы состоят из шести члеников: тазика, вертлуга, бедра, колена, голени, лапки. Эндиты тазиков педипальп срастаются, образуя нижнюю сторону преддверия рта — камаростом. Подвижная лапка и шиповидные выросты голени и колена также формируют клешни, позволяющие захватывать и манипулировать различными объектами. В строении педипальп взрослых особей наблюдается половой диморфизм.
I пара ног длиннее и тоньше прочих, состоит из большего числа члеников (лапка вторично подразделяется на 8—9 члеников), лишена коготков и выполняет роль органов осязания. У половозрелых самок некоторых видов эта пара ног видоизменена, что играет роль во время ритуала ухаживания. Передвигаются телифоны на трёх задних парах ног (II—IV), выставляя вперёд усиковидные ноги I пары и ощупывая ими субстрат. Участвующие в движении три пары ног составлены из семи члеников, на последнем членике (лапке) несут по два коготка.
Брюшко с вентральной стороны несёт половые отверстия и гоноподы (половые придатки, служащие для манипуляции со сперматофором) (на II сегменте) и две пары лёгочных отверстий (на задних границах II и III сегментов). На XII сегменте брюшка, кроме хвостового жгута из 30—40 члеников, располагается щелевидное анальное отверстие, а по бокам от него открываются протоки пары анальных желёз, при опасности выбрасывающих струйки едкого секрета. Вблизи основания хвостового жгута либо на его нижней стороне имеются одна или две пары овальных участков с тонкой кутикулой и проводящим эпителием — так называемые «омматоиды» (ср. омматидии), назначение которых неясно.
Верхняя губа, хелицеры и сросшиеся тазики педипальп (камаростом) телифонов формируют довольно протяжённую предротовую полость, содержащую фильтр из густо расположенных щетинок. За ротовым отверстием спереди от окологлоточного нервного кольца расположена глотка, за ней начинается узкий пищевод, зажатый между надглоточным и подглоточным нервными ганглиями. Позади от мозга кишечная трубка резко расширяется, этот отдел может служить слабым насосом. Задняя кишка открывается анальным отверстием на последнем сегменте брюшка (XII) и не проникает в хвостовой придаток. Ганглии VIII—XII брюшных сегментов сливаются в общую массу в пределах VIII брюшного сегмента.
Выделительная система представлена энтодермальными мальпигиевыми сосудами, парой коксальных желёз, каждая из которых обладает парой саккусов, лабиринтом и собственным выводным протоком, открывающимся вблизи соответствующего тазика I пары ног. Также имеются клетки-почки накопления — нефроциты.
Сердце расположено в брюшке, реже немного вдаётся в головогрудь; имеет девять пар остий.

## Размножение и развитие
Оплодотворение у телифонов производится сперматофорами (наружно-внутреннее). Спариванию предшествует длительная «брачная прогулка»: самец держится хелицерами и педипальпами за кончики перекрещенной I пары ног самки и, пятясь, увлекает её за собой. Обычно после откладки сперматофора на поверхность почвы самец подводит к нему самку, после чего она захватывает его половыми отверстиями, у многих представителей (в том числе Mastigoproctus, Thelyphonellus) самцы с помощью педипальп сами помещают сперматофоры в половые отверстия самок и опорожняют их механическим давлением. Некоторое время семенной материал хранится в семяприёмнике (до оплодотворения яиц).
После осеменения самка роет глубокую норку с расширением на дне, где откладывает несколько десятков яиц. При этом яйца помещаются вблизи полового отверстия в клейком секрете внутри тонкой мешковидной оболочки (кокона). Защищая кладку, самка остаётся в норке несколько недель. Вылупляющиеся из яиц пренимфы белёсые, с тонким хитиновым покровом, малоподвижны и не способны активно питаться. Они взбираются на самку и держатся на её брюшке с помощью специальных хватательных выростов. После линьки они покидают мать, выбираются из норки и начинают самостоятельно охотиться. Пройдя четыре стадии нимф (то есть после 5-й линьки), особи достигают половой зрелости. Представители хорошо изученного рода Mastigoproctus достигают половой зрелости в возрасте 2—4 лет, после чего живут ещё примерно столько же.

## Образ жизни
Телифоны обитают в тёплых регионах, преимущественно во влажных тропических лесах, где наиболее активны в период дождей. Они прячутся под лежащими стволами деревьев, под камнями или роют педипальпами норы до 1,5 м глубиной (или занимают чужие), в которых находятся в засушливое время года, в период развития кладок или после охоты вместе с добычей. Крупные телифоны Mastigoproctus giganteus встречаются в аридной местности на территории южных штатов США и Мексики.
Как и большинство паукообразных, телифоны — хищники. Охотятся ночью, в основном на насекомых, многоножек, скорпионов и мокриц, реже на червей, слизней, мелких лягушек и грызунов. Захватывают жертву педипальпами, разрывают на части и измельчают хелицерами. Некоторые виды — мирмекофилы (встречаются в муравейниках).
Средством защиты от врагов телифонам служат едкие выделения анальных желёз. Убегая, животное поднимает хвостовую нить и с силой выбрасывает в воздух на расстояние до 30—80 см струи секрета, содержащего концентрированную уксусную кислоту (свыше 80 %), небольшое количество воды и октановую кислоту, увеличивающую проницаемость кожных покровов для уксусной кислоты.

## Систематика
Первое научное описание телифонов под названием Phalangium caudatum было включено Карлом Линнеем в 1758 года в 10-е издание «Systema Naturae»; оно базировалось на особи «из Индии», хотя предполагают, что под Индией мог подразумеваться весь Ост-Индский регион, поскольку сейчас данный вид известен из Индонезии и Вьетнама. Позже обширный линнеевский род Phalangium был расформирован (ныне это родовое название закреплено за сенокосцами), в частности в 1802 году Пьер Латрей выделил Phalangium caudatum в новый род (в составе скорпионов), использовав для него название Thelyphonus.
Около 100 известных современных видов телифонов объединяют в единственное семейство Thelyphonidae Lucas, 1835 с 4 подсемействами и 20 родами:
- Hypoctoninae Pocock, 1899
  - Etienneus Heurtault, 1984 — Западная Африка
  - Hypoctonus Thorell, 1888 — Юго-Восточная Азия
  - Labochirus Pocock, 1894 — Индия, Шри-Ланка
  - Thelyphonellus Pocock, 1894 — северо-восток Южной Америки
  - Ravilops Viquez et de Armas, 2005 — Гаити[27]
- Mastigoproctinae Speijer, 1933
  - Amauromastigon Mello-Leitão, 1931 — Бразилия
  - Mastigoproctus Pocock, 1894 — от юга США до Бразилии, Азия
  - Mayacentrum Viquez et de Armas, 2006 — Центральная Америка[28]
  - Mimoscorpius Pocock, 1894 — Филиппинские острова
  - Uroproctus Pocock, 1894 — Юго-Восточная Азия
  - Valeriophonus Viquez et de Armas, 2005 — Коста-Рика[27]
- Thelyphoninae Lucas, 1835
  - Abaliella Strand, 1928 — Новая Гвинея
  - Chajnus Speijer, 1936 — Индонезия
  - Ginosigma Speijer, 1936 — Юго-Восточная Азия
  - Glyptogluteus Rowland, 1973 — Филиппинские острова
  - Minbosius Speijer, 1936 — Индонезия (Молуккские острова)
  - Tetrabalius Thorell, 1888 — Юго-Восточная Азия
  - Thelyphonoides Krehenwinkel, Curio, Tacud et Haupt, 2009 — Филиппинские острова[29]
  - Thelyphonus Latreille, 1802 — Индо-Пацифика
- Typopeltinae Rowland et Cooke, 1973
  - Typopeltis Pocock, 1894 — Юго-Восточная и Восточная Азия

Ископаемых представителей разделяют на две группы: первая включает четыре каменноугольных рода из отложений Европы и США, которые рассматривают как стем-группу, вторая — три меловых рода из отложений Бразилии и Мьянмы, которые включают в состав семейства Thelyphonidae:
- стем-группа (каменноугольный период):
  - † Geralinura Scudder, 1884 — Англия, Иллинойс
  - † Parageralinura Tetlie et Dunlop, 2008 — Западная Германия, Карнийские Альпы
  - † Proschizomus Dunlop et Horrocks, 1996 — Англия
  - † Prothelyphonus Frič, 1904 — Чехия
- краун-группа (меловой период)
  - † Burmathelyphonia Wunderlich, 2015 — бирманский янтарь
  - † Mesoproctus Dunlop, 1988 — северо-восток Бразилии
  - † Mesothelyphonus Cai et Huang, 2017 — бирманский янтарь

## Филогения
Ближайшие родственные телифонам отряды — фрины и шизомиды, с которыми их объединяют в таксон Pedipalpi, предложенный ещё в 1810 году Пьером Латреем; их аутапоморфией считают преобразование I пары ног в тонкие и длинные чувствительные придатки с многочлениковыми лапками (лат. tarsus) и без коготков; также для этих трёх групп характерно мощное развитие педипальп. С другой стороны, существует гипотеза с несколько меньшей поддержкой, согласно которой фрины вместе с пауками составляют кладу Labellata.
Независимо от того, справедлива ли гипотеза Pedipalpi или Labellata, все четыре вышеназванных современных отряда (телифоны, шизомиды, фрины и пауки) и два ископаемых (Haptopoda и Uraraneida) образуют имеющий хорошую поддержку таксон Tetrapulmonata («четырёхлёгочные»), который, как следует из названия, характеризуется наличием в исходном состоянии двух пар лёгочных мешков (у шизомид одна пара лёгких редуцируется, как и у части пауков, у которых на основе одной или даже двух пар лёгких развивается трахейная система). К числу других общих особенностей Tetrapulmonata относится двучлениковое строение хелицер и модифицированное строение аксонемы жгутика сперматозоидов (9×2+3).
Tetrapulmonata вместе со скорпионами, обладающими четырьмя парами лёгких, объединяют в таксон Arachnopulmonata. Этот таксон включает все отряды паукообразных с лёгочным дыханием; представители остальных отрядов дышат либо через трахеи, либо не имеют обособленной дыхательной системы.

### Объём таксона Uropygi
Согласно официальному мнению Международного арахнологического общества, название Uropygi следует рассматривать как синоним Thelyphonida. Тем не менее, многими исследователями традиционно подвергается сомнению статус шизомид как отдельного от телифонов отряда, зачастую их объединяют в отряд Uropygi с подразделением на подотряды Thelyphonida (=Holopeltidia) и Schizomida (=Schizopeltidia).